# Kaweco
Kaweco (KaWeCo - Federhalter-Fabrik Koch, Weber & Co) era un fabricante de utensilios de escritura de Heidelberg, Alemania.

## Historia
”Kaweco“ (KAVECO se pronuncia en español) se creó en 1883 a partir de “Heidelberger Federhalterfabrik" (fábrica de portaplumas de Heidelberg). Basándose en dicha empresa, a finales de siglo, los comerciantes Heinrich Koch y Rudolph Weber crearon ”Heidelberger Federhalter-Fabrik Koch, Weber & Co.“, la cual convertiría a Heidelberg más tarde en el centro de la industria alemana de plumas estilográficas. La producción comenzó con las marcas de plumas estilográficas Kaweco y Perkeo; al principio, la empresa adquirió en Morton (América) las plumas necesarias para ello.
Las plumas estilográficas eran utensilios de seguridad, las cuales, para escribir tenían que sacarse del cuerpo mediante un giro hacia adelante, y tras el uso, el cuerpo se cerraba de nuevo. La empresa Kaweco podría considerarse el primer fabricante alemán de este sistema. Junto a las plumas estilográficas, el programa incluía gran cantidad de portaplumas, rotuladores, tintas, botellas de relleno, estuches de cuero así como uno de los primeros rotuladores de fieltro y de tubo.
Tras la Primera Guerra Mundial, Kaweco empezó a desarrollar con éxito una producción propia de plumas de oro para independizarse del mercado americano. La inflación de los años 20 del siglo pasado creó dificultades a la empresa, que entretanto se había convertido en sociedad anónima. En 1928 se intentó una reorganización que no fructificó, pues la empresa no pudo obtener el capital necesario, y en 1929 se solicitó la quiebra, a pesar de que el volumen de pedidos era considerable y la empresa disponía de una plantilla de 200 trabajadores.
En agosto de 1929, la empresa fue absorbida por “Badischen Füllfederfabrik Worringen und Grube“ de Wiesloch, compañía situada cerca de Heidelberg. Kaweco fue probablemente el primer fabricante alemán que utilizó en la fabricación el procedimiento de moldeo por inyección. Así, a principios de los años treinta se fabricaron las primeras plumas estilográficas de émbolo, las cuales se introdujeron en el mercado con los nombres de Dia, Elite, Kadett, Carat y Sport. En Alemania, Kaweco abasteció al mercado especializado así como al mercado mayorista de publicidad, y a distintos mercados de exportación a través de representaciones internacionales. Durante la Segunda Guerra Mundial, la fabricación pudo mantenerse a pequeña escala.
La producción se retomó totalmente en 1947. En 1950, bajo la dirección de Friedrich Grube y sus hijos, la empresa casi alcanzó de nuevo la cifra de 230 trabajadores existentes antes de la guerra, sobre todo por el cultivo de las relaciones con el extranjero. Friedrich Grube falleció en 1960 a la edad de 63 años. Su viuda y sus hijos siguieron con la empresa, pero no pudieron detener su paulatino declive. La gama de productos se rediseñó para adaptarse al gusto de la época, adquiriendo un estilo aerodinámico; las plumas estaban parcialmente cubiertas. El modelo Sport aportaba el porcentaje principal de la facturación en el segmento medio de precios. En 1970, la empresa se vio obligada a parar su producción.
Parte de la familia Grube pudo adoptar nombres, máquinas y patentes, y la producción se reanudó nuevamente junto con algunos trabajadores. En 1972, año de celebración de los Juegos Olímpicos de Múnich, el modelo Sport pudo presentarse con una moneda olímpica especial. La última evolución, el modelo Sport con portacartuchos, se suministró entre otros a Deutsche Bundespost para fines publicitarios. Kaweco tuvo que cerrar definitivamente en 1981.
En 1995, H & M Gutberlet GmbH pudo adquirir los derechos de denominación de ”Kaweco“. Al mismo tiempo se desarrolló la serie de productos "Sport", adoptando el estilo original de los años 30 del siglo pasado. La empresa pudo asociarse con Diplomat como colaborador de venta a nivel mundial, aunque esta compañía fue adquirida por la empresa Herlitz a finales de 1990. Desde entonces, H & M Gutberlet GmbH está desarrollando una red de ventas.
Entretanto, “Kaweco” funciona de nuevo en Alemania, Austria, España, Inglaterra, Bélgica/Luxemburgo, Suecia, los EE. UU., Australia, Japón, Corea, Hong Kong/Macao, Colombia, Chile y ello se extenderá a otros países.
Las series "Kaweco Sport", "Kaweco Dia", "Kaweco Elite", "Kaweco Student" y "Kaweco Liliput" se han aceptado con éxito en los mercados, y entroncan con la larga tradición de “Kaweco”.